# Udalrich II. (Eichstätt)
Udalrich II. († 3. September 1125 wohl in Eichstätt) war Fürstbischof von Eichstätt von 1117 bis 1125.

## Leben
Udalrich II. stammte aus einer Familie, die stammesverwandt mit dem bayerischen Adelsgeschlecht von Bogen war. Vater Friedrich I. und Bruder Friedrich II. waren Domvögte von Regensburg.
Udalrich II. ist erst ab 1114 als Bischof nachweisbar, seine Wahl erfolgte wahrscheinlich aber unmittelbar nach dem Tod seines Vorgängers Eberhard I. von Hildrizhausen. Er war im Januar 1114 Gast bei der Heirat von Heinrich V. und Mathilde von England. Er ist auch bei weiteren Versammlungen reichspolitisch belegt. Er starb an einer „seuchenartigen“ Krankheit.